# Затор льоду

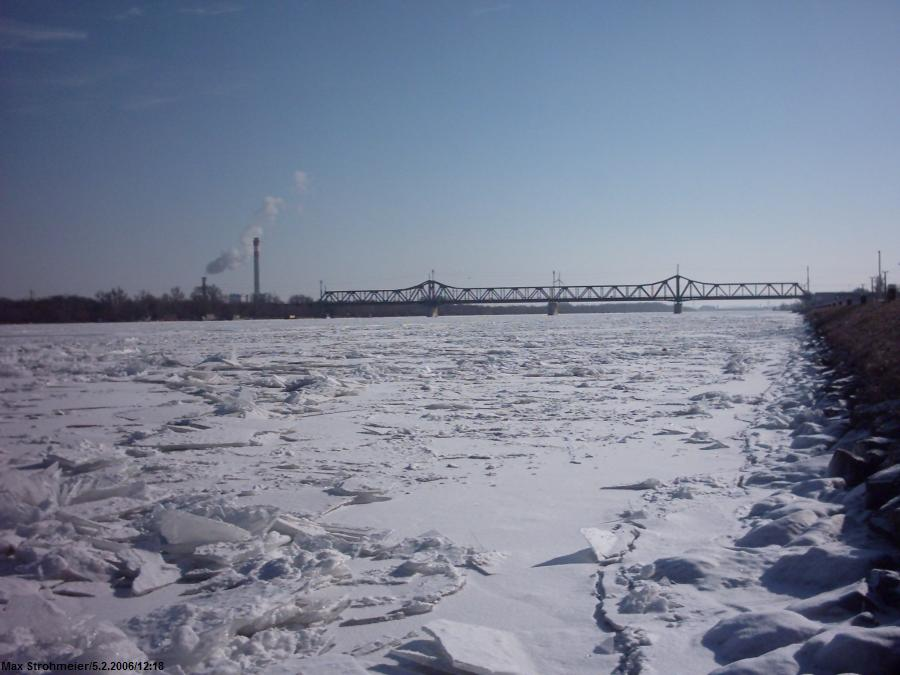

Зат́ор ль́оду — явище льодового режиму річки в період замерзання, що позначається нагромадженням крижин під час льодоходу в вузьких місцях. Буває найчастіше під час весняного льодоходу, але відмічається і восени. Часто буває причиною льодоставу. При заторі, як і при зажорі, вище по течії, від місця його утворення спостерігається підйом, а нижче — зниження рівня води.